# أولاد زمور (تادرت)
أولاد زمور هي إحدى مشيخات المملكة المغربية، تتبع جغرافيا لإقليم جرسيف وإداريًا لتادرت. يقدر عدد سكانها بـ 734 نسمة حسب الإحصاء الرسمي للسكان والسكنى لسنة 2004.